# Старые Вирки
Старые Вирки (укр. Старі Вирки) — село,
Нововирковский сельский совет,
Белопольский район,
Сумская область,
Украина.
Код КОАТУУ — 5920686003. Население по переписи 2001 года составляло 198 человек.

## Географическое положение
Село Старые Вирки находится на левом берегу реки Вирь,
выше по течению на расстоянии в 1,5 км расположен город Ворожба,
ниже по течению на примыкает село Новые Вирки.
Река в этом месте извилистая, образует лиманы, старицы и заболоченные озёра.
Через село проходит железная дорога, ближайшая станция — Ворожба (7 км).

## История
- На юго-востоке села Старые Вирки обнаружено поселение бронзового и раннего железного века.

## Экономика
- Молочно-товарная ферма.

## Уроженцы
- Титов, Виталий Николаевич